# Jesús Iglesias Cortés
Jesús Iglesias Cortés (Barcelona, 25 de diciembre de 1968) es un deportista español que compitió en natación adaptada. Ganó diez medallas en los Juegos Paralímpicos de Verano en los años 1992 y 1996.

## Palmarés internacional
| Juegos Paralímpicos | Juegos Paralímpicos      | Juegos Paralímpicos | Juegos Paralímpicos   |
| Año                 | Lugar                    | Medalla             | Prueba                |
| ------------------- | ------------------------ | ------------------- | --------------------- |
| 1992                | Barcelona (España)       | Medalla de oro      | 4 × 50 m libre S1-6   |
| 1992                | Barcelona (España)       | Medalla de plata    | 4 × 50 m estilos S1-6 |
| 1992                | Barcelona (España)       | Medalla de plata    | 50 m libre S6         |
| 1992                | Barcelona (España)       | Medalla de bronce   | 50 m mariposa S6      |
| 1992                | Barcelona (España)       | Medalla de bronce   | 100 m libre S6        |
| 1992                | Barcelona (España)       | Medalla de bronce   | 200 m libre S6        |
| 1996                | Atlanta (Estados Unidos) | Medalla de oro      | 100 m braza SB6       |
| 1996                | Atlanta (Estados Unidos) | Medalla de plata    | 4 × 50 m libre S1-6   |
| 1996                | Atlanta (Estados Unidos) | Medalla de bronce   | 4 × 50 m estilos S1-6 |
| 1996                | Atlanta (Estados Unidos) | Medalla de bronce   | 50 m libre S7         |